# Sidney Nolan
Sir Sidney Robert Nolan (født 22. april 1917, død 28. november 1992) var en af Australiens mest kendte kunstmalere.
Nolan blev født i Melbourne og studerede ved National Gallery Art School. Han var en nær ven af John og Sunday Reed og anses som en af de førende kunstnere fra den såkaldte Heide Cirkel, der også inkluderede Albert Tucker, Joy Hester og Arthur Boyd. Han meldte sig in i the Angry Penguins i 1940'erne.
Efter at have forladt hæren under 2. verdenskrig boede Nolan for en rum tid hos Reed i byen Heine udenfor Melbourne (huset er nu Heide Museum of Modern Art). Her malede hans sine første kanvasser i sin berømte "Ned Kelly"-serie, angiveligt med input fra Sunday Reed. Nolan havde også en åben affære med Sunday Reed, men giftede sig sidenhen med John Reeds søster Cynthia, efter at Sunday afviste at forlade ægtemanden for at gifte sig med Nolan. Siden hen giftede han sig med Mary Boyd, en del af det kunstnerdynastiet Boyd og tidligere hustru til John Perceval.
Nolan malede en bred vifte a personlige fortolkninger af historiske og legendariske figurer, inkluderende de opdagelsesrejsende Burke og Wills, samt Eliza Fraser.
Hans formentlig mest berømte værk er en serie af beskrivelse af bushrangeren Ned Kelly i det australske ødeland. Malerier af Dimboola landskaber af Sidney Nolan, der var udstationeret i området under 2. verdenskrig kan findes i National Gallery of Victoria.
I 1950 flyttede Nolan til London, hvor han boede frem til sin død. Nolans behandling af sin kone Cynthia ledte til en bitter og langvarig offentlig fejde mellem Nolan og hans tidligere ven forfatteren Patrick White, der varede frem til Nolans død.
Nolan er i mindre grad kendt for sine flotte teater sæt desings samt illustrationer til bøger.
|  | Artiklen om Sidney Nolan kan blive bedre, hvis der indsættes et (bedre) billede Du kan hjælpe ved at afsøge Wikimedia Commons for et passende billede eller uploade et godt billede til Wikimedia Commons iht. de tilladte licenser og indsætte det i artiklen. |